# Daniel H. Magilow
Daniel Howard Magilow (geboren 18. Juni 1973) ist ein US-amerikanischer Germanist.

## Leben
Daniel H. Magilow studierte Komparatistik an der Columbia University (B.A.) und Germanistik an der Princeton University (M.A.), an der er auch promoviert wurde. Er war 2005 Fellow am United States Holocaust Memorial Museum. Er wurde Associate Professor an der University of Tennessee, Knoxville. Mit Helene Sinnreich ist er Herausgeber der wissenschaftlichen Zeitschrift Holocaust and Genocide Studies (HGS).

## Schriften (Auswahl)
- Béla Weichherz: In Her Father’s Eyes: A Childhood Extinguished by the Holocaust. Herausgegeben und übersetzt aus dem Deutschen ins Englische von Daniel H. Magilow. Rutgers University Press, 2008[1]
- Daniel H. Magilow; Elizabeth Bridges; Kristin T. Vander Lugt: Nazisploitation!: The Nazi Image in Low-Brow Culture and Cinema. Continuum, 2011
- The Photography of Crisis: The Photo Essays of Weimar Germany. The Pennsylvania State University Press, 2012
- Daniel H. Magilow; Lisa Silverman: Holocaust Representations in History: An Introduction. Bloomsbury, 2015
- Leon Thorne: It Will Yet Be Heard: A Polish Rabbi’s Witness of the Shoah and Survival. Herausgegeben von Daniel H. Magilow und Emanuel Thorne. Vorwort Isaac Bashevis Singer. Rutgers University Press, 2018
- The Absolute Realist: Albert Renger-Patzsch’s Writings on Photography, Technology, and Modernity, 1923–1967. Herausgegeben und übersetzt von Daniel H. Magilow. Los Angeles: Getty Research Institute, 2022